# Militärdemokratie
Militärdemokratie ist ein Konzept der marxistischen Geschichtswissenschaft. Es beschreibt eine vorstaatliche Form der Organisation von historischen Gesellschaften, die sich im kriegerischen Dauerkonflikt mit ihren Nachbarn befanden. Diese Form der Gesellschaftsorganisation ist durch einen gewählten (und damit absetzbaren) Heeresführer, eine ihn wählende Volksversammlung der Freien und einen Ältestenrat gekennzeichnet. Wahlberechtigt ist nur, wer seine Waffen mit sich führt. Die militärischen Führer rekrutieren sich nicht nach Kriterien der Blutsverwandtschaft oder Stammeszugehörigkeit, sondern werden aufgrund ihrer militärischen Verdienste und wegen ihres bedingungslosen Gehorsams gegenüber dem obersten Führer ausgewählt. Der alte Stammesadel der Gentilgesellschaft ist in diesen Gesellschaften hingegen weitgehend entmachtet.
Vor allem von der sowjetischen Geschichtsschreibung wurde die Militärdemokratie zeitweise auch als gesellschaftliche Epoche im Übergang von der Gentilgesellschaft zum politisch verfassten Staatswesen angesehen.

## Ursprung des Konzepts
Lewis Henry Morgan entwickelte das Konzept in seinem Werk Ancient Society im Anschluss an Aristoteles’ Bestimmung der Rolle des Basileus, der ihm militärische und priesterliche Funktionen, jedoch keine zivile Führungsrolle zuschrieb. Morgan sah die Militärdemokratie durch oben genannten Merkmale gekennzeichnet (the military state of society, and the system of administration consisting of an elective and removable supreme chief, a council of elders and a popular assembly). Dabei hatte er vor allem das Modell des gewählten Kriegshäuptlings der Irokesen im Blick.
Ähnlich wie Morgan betont auch Karl Marx die Trennung von ziviler und militärischer Führung in Gens und Stamm. Er notierte: „basileia, angewandt von den griechischen Schriftstellern für das homerische Königtum (weil Kriegführung sein hauptsächliches Merkmal) mit boule und agora ist Sorte militärischer Demokratie.“ Für Marx waren der „Große Kriegssoldat“ der Irokesen, der Teuctli der Azteken, der βασιλεύς (basileús) der Griechen und der Rex der Römer Bezeichnungen desselben Amtes auf verschiedenen Stufen der „Barbarei“. Die Athener hätten das Amt des Basileus im 8. Jahrhundert v. Chr. abgeschafft, weil er sich immer wieder in das Zivilleben eingemischt und seine militärischen Machtmittel für Kämpfe mit den Gentes verwendet habe. Damit wandte sich Marx gegen George Grotes Identifikation des Erbmonarchen der alten Gesellschaft mit dem Befehlshaber im Krieg.

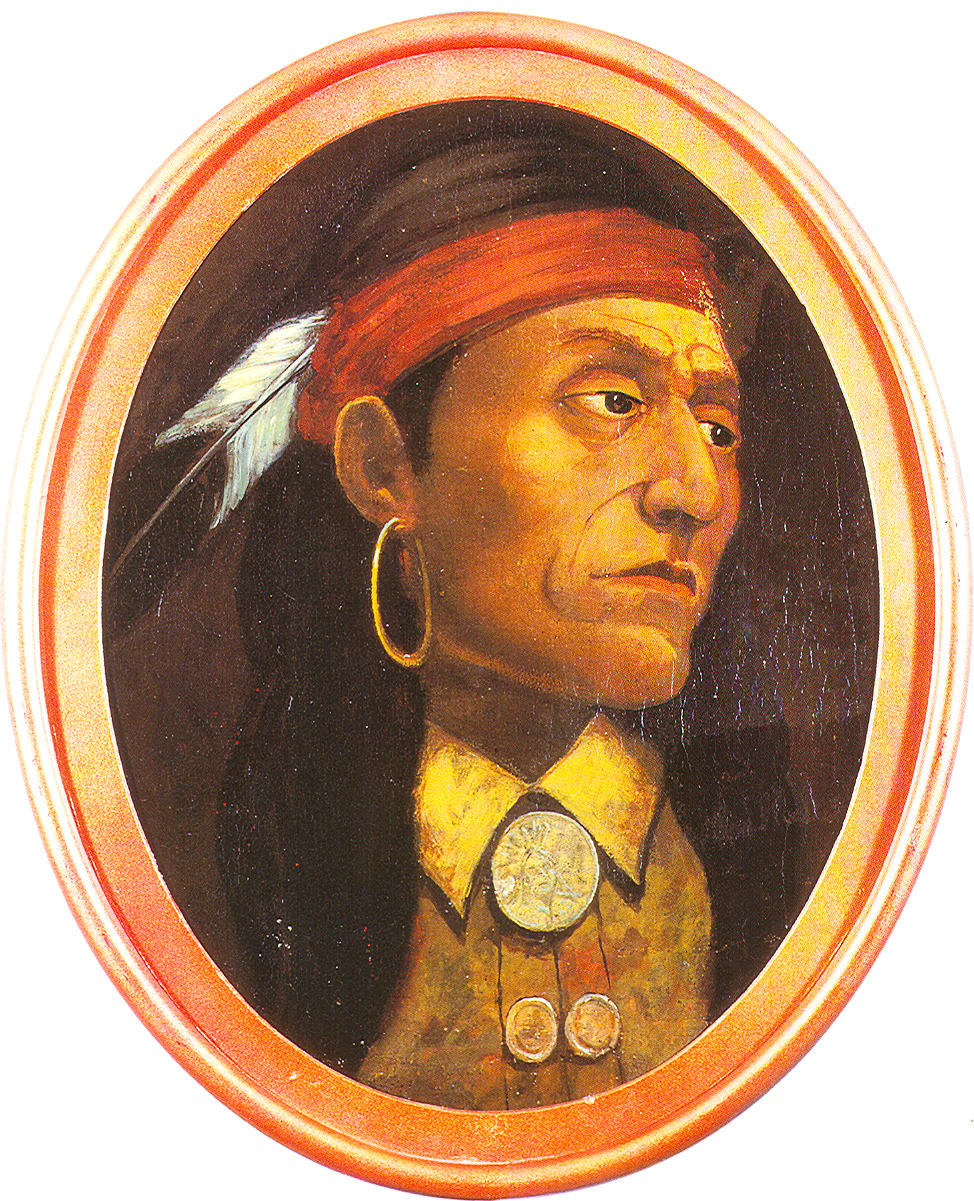
Pontiac, Kriegshäuptling der Ottawa (Gemälde von John Mix Stanley nach älterer Vorlage, ca. 1835–1850)

Friedrich Engels verallgemeinerte das Konzept ausgehend vom Modell der antiken griechischen Polis, deren freie Bürger zugleich Krieger waren bzw. in ständiger Kriegsbereitschaft lebten. Für Engels waren der militärische Führer (stets unterschieden vom Zivilvorsteher, der bei den Irokesen Sachem hieß), der Rat der Ältesten und die Volksversammlung ständige Einrichtungen in Gesellschaften, die dauerhaft in Kriege verstrickt waren und die Kriegsführung als Hauptzweck der Gesellschaft betrachteten. Solche Gesellschaften entstanden unter Bedingungen, unter denen es einfacher war, sich durch Plünderung der Nachbarn als durch produktive Arbeit zu reproduzieren, so durch die räumliche Nachbarschaft von immobilen Ackerbauern und beweglichen Nomaden, durch Siedlungsdruck oder durch starke Bevölkerungsvermehrung, Rivalität und Auflösung der Gentilorganisation mit zunehmender lokaler und sprachlicher Separation. Aus Rachefeldzügen habe sich vielfach eine dauerhaft kriegerische Lebensweise entwickelt, die auf Raub beruhe und bei der das Ansehen der Gesellschaftsmitglieder von ihrem militärischen Erfolg abhänge.

## Fortentwicklung und Kritik des Konzepts
Einige sowjetische Historiker bezeichneten die griechischen Königreiche der homerischen Zeit als Militärdemokratien, während andere auf das Problem verweisen, dass die Rollen von „Volk“ und „Adel“ in den homerischen Epen, insbesondere in der Diapeira des II. Gesangs der Ilias klar unterschiedlich bestimmt sind, auch wenn dem Heerführer (Agamemnon) in Situationen, die ihm zu entgleiten drohen, das Heft von tüchtigen und listenreichen Kriegern (Odysseus) aus der Hand genommen wird. Vor allem scheint die Existenz von Monumentalbauten wie in Mykene als Insignien uneingeschränkter Macht nicht vereinbar mit dem Konzept einer weitgehend egalitären Militärdemokratie, welche auch nicht zulässt, dass das gesamte militärische Gefolge dauerhaft am Sitz des Heerführers konzentriert ist. Doch können auch Gefolgschaftsverhältnisse hierarchisch und zeitlich abgestuft sein, was schon Tacitus berichtet. Auch bei den Irokesen gab es eine Hierarchie der Häuptlinge.
Sowjetische Ethnologen übertrugen das Konzept auf die Hunnen und andere asiatische Reitervölker, die von der Plünderung ihrer Nachbarn lebten, da die Khane weitgehend dem von Morgan und Engels gezeichneten Bild der Militärführer entsprachen. Auch auf die Germanen, die kaukasischen Völker, die frühen Kelten, die Zulu und die Kosaken des 16.–18. Jahrhunderts, die eine straffe Organisation auf militärdemokratischer Grundlage mit gewählten Atamanen entwickelten, wurde das Konzept angewandt.
Der dänische Archäologe Kristian Kristiansen sieht in den bronzezeitlichen Siedlungen des Karpatenbogens den Ausdruck einer bereits geschichteten, aber noch deutlich dezentralisierten Gesellschaft (decentralized stratified society), die er als Übergangsform zu einer stärkeren Konzentration der Macht deutet und die eventuell mit dem Begriff der Militärdemokratie belegt werden kann. Ähnlich argumentiert er hinsichtlich der irisch-keltischen Frühzeit.
Auch die marxistische Geschichtsschreibung sah die militärische Demokratie häufig als Übergangsform von der gentilen zur politisch verfassten Gesellschaft an. Dagegen argumentierte Otto Mänchen-Helfen, dass die Welt des Agamemnon, die der Zulu und die des Attila viel zu unterschiedlich sei, um mit dem Begriff der Militärdemokratie belegt zu werden. Insbesondere ihre grundverschiedene ökonomische Basis (Ackerbauern, sesshafte Viehzüchter, Nomaden) lasse nach marxistischen Kriterien die Annahme nicht zu, dass sie einen ähnlichen politischen Überbau entwickeln könnten. Allerdings hatte Marx selbst nie der Epochenbegriff für die Militärdemokratie benutzt, sondern von einer politischen „Form“ auf unterschiedlichem Entwicklungsniveau gesprochen.

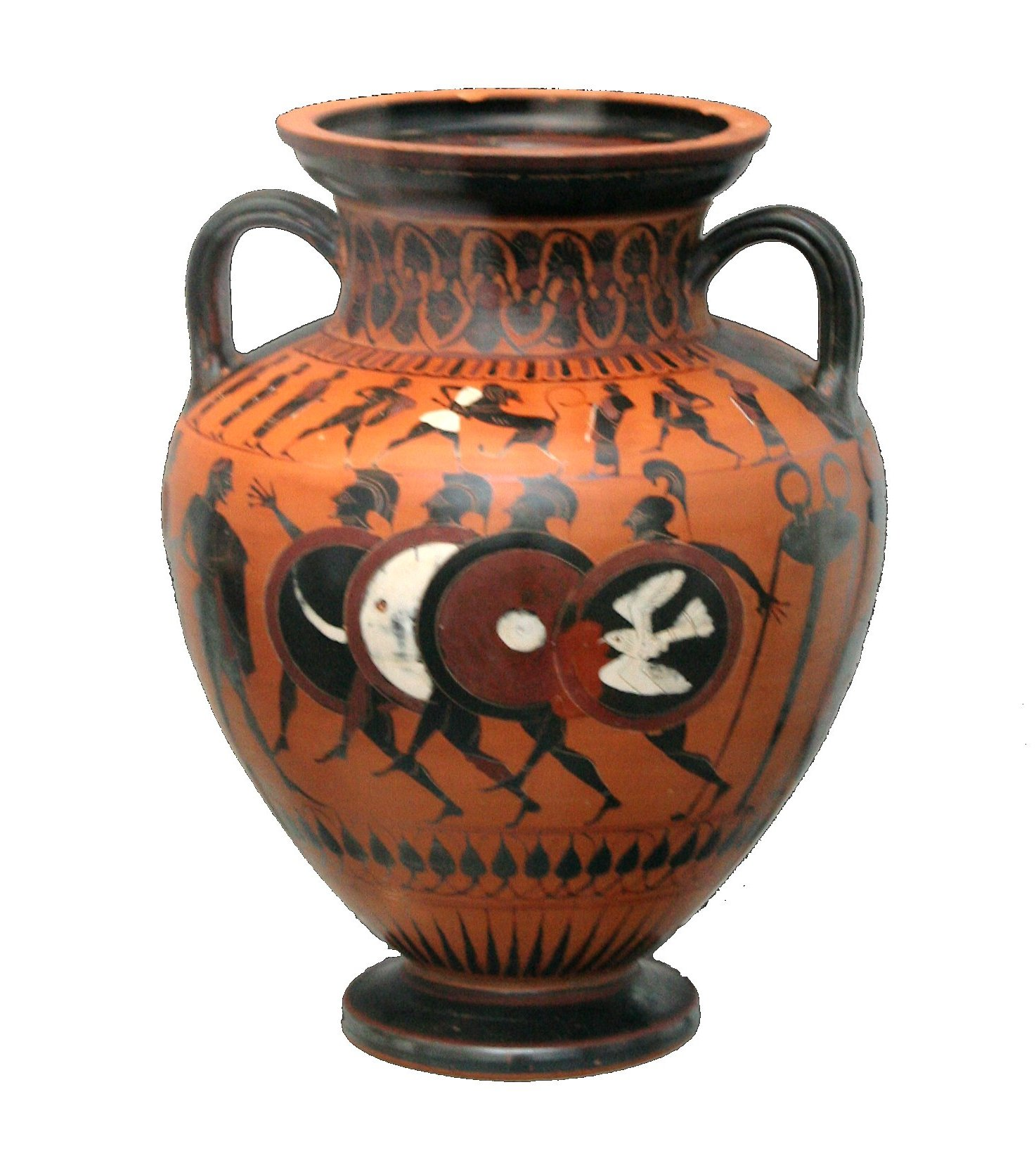
Laufende Hopliten. Attische Amphore, ca. 550 v. Chr.

Der sowjetische Historiker A. N. Bernshtam ging ungeachtet dieser Einwände davon aus, dass die Militärdemokratie eine höhere gesellschaftliche Entwicklungsform als die der sklavenhaltende Gentilgesellschaft repräsentiere, da er in ihr die wegbereitende Kraft für die Zerstörung dieser Gesellschaften wie z. B. des Römischen Reichs sah.
Pierre Vidal-Naquet unternimmt eine klassentheoretische Bestimmung der Militärdemokratie: Er sieht in den dorischen Polisgründungen des 7. bis 5. Jahrhunderts v. Chr. die Träger der Militärdemokratie in den Hopliten als einer eigenen Gesellschaftsklasse. Sie verkörpern einen Typ des Wehrbürgers oder Kriegerbürgers, der sich sowohl bereitwillig sowohl in die Phalanx eingliedere als auch seine individuellen Rechte als freier Bürger vertrete. Alle Lebensbereiche seien militärisch überformt und der aristokratische Einzelkämpfer des Typs des Odysseus werde durch das disziplinierte Heer der Bürger abgelöst, die eine zivile und militärische Doppelidentität entwickelten.
Helmut Castritius kritisiert generell die Übernahme eines zur Zeit der frühen Industriegesellschaft entstandenen Konzepts zur Charakterisierung vorindustrieller Gesellschaften.